# Вухань
Вуха́нь (Plecotus) — рід кажанів родини лиликових (Vespertilionidae). Етимологія: дав.-гр. πλέκω — «скручений, звивистий» і дав.-гр. οὖς (род. ὠτός) — «вухо», що вказує на великі звивисті вуха.

## Таксономія
Найближчою до вуханів групою кажанів у фауні України (і Європи загалом) є широковухи (Barbastella): разом ці два роди формують трибу Plecotini.
У світовій фауні вухані представлені майже 20 видами, при цьому кількість видів, які визнають, суттєво зросла в останні 10 років.
У фауні України відомо два морфологічно близькі види:
- вухань звичайний, або бурий (Plecotus auritus)
- вухань австрійський, або сірий (Plecotus austriacus).

## Відмінності видів
Найпомітнішою морфологічною особливістю цих кажанів є величезні вуха, які виступають з голови на приблизно 30-35 мм (при довжині тіла близько 50-60 мм). Відомі у складі фауни України два види вважаються двійниками (морфологічно дуже близькі види), які, попри це, при певних фахових навичках відносно легко розрізняються за деталями забарвлення черева і козелків, за розвитком окремих морфологічних утворів на голові («бородавки» над очима, здуття ніздрів тощо).

## Цікаво знати
Зображення вуханів часто використовують на своїх емблемах спелеоклуби. Вуханів просто утримувати в неволі, проте прагнути до цього не треба. Обидва відомі в Україні види вуханя включені до Червоної книги України.

## Види й ареали
1. Plecotus auritus — Європа, Кавказ, Зауралля
2. Plecotus austriacus — Європа
3. Plecotus balensis — Ефіопія
4. Plecotus christii — Єгипет, Лівія, Судан
5. Plecotus gaisleri — Марокко, Алжир, Туніс, Лівія, Мальта, о. Пантеллерія (Італія)
6. Plecotus gobiensis — Монголія
7. Plecotus homochrous — Пакистан, Індія, Непал, Китай, В'єтнам
8. Plecotus kolombatovici — Балканський півострів, середземноморські Африка й Азія
9. Plecotus kozlovi — Монголія, Китай (Внутрішня Монголія)
10. Plecotus macrobullaris — пд. ч. Європи й зх. Азія
11. Plecotus ognevi — Азія від Алтайських гір до Далекого Сходу
12. Plecotus sacrimontis — Японія
13. Plecotus sardus — ендемік о. Сардинія (Італія)
14. Plecotus strelkovi — цн. і пд.-зх. Азія
15. Plecotus taivanus — ендемік Тайваню
16. Plecotus teneriffae — ендемік Канарських островів
17. Plecotus turkmenicus — ендемік Казахстану й Туркменістану
18. Plecotus wardi — ендемік Гімалаїв (Афганістан, Індія, Непал, Пакистан)